# Cowiea borneensis
Cowiea borneensis là một loài thực vật có hoa trong họ Thiến thảo. Loài này được Wernham mô tả khoa học đầu tiên năm 1914.